# Ministerio de Integración e Igualdad de Género (Suecia)
El Ministerio de Integración e Igualdad de Género (en sueco: Integrations- och jämställdhetsdepartementet) es un Ministerio del Gobierno de Suecia.
Sus áreas de responsabilidad incluyen la protección del consumidor, correcto funcionamiento de la democracia, igualdad de género, derechos humanos, integración racial, temas sobre áreas metropolitanas, minorías sociales, organizaciones no gubernamentales y política de juventud.
Sus oficinas se encuentran localizadas en Fredsgatan 8 , en el centro de la ciudad de Estocolmo.

## Historia
El ministerio fue creado el 1 de enero de 2007 tras la decisión del nuevo gobierno del gabinete de Fredrik Reinfeldt, que había tomado posesión el 6 de octubre de 2006. Previamente, estas áreas de responsabilidad estaban divididas entre el Ministerio de Justicia y el de Asuntos Exteriores.

## Organización
El ministerio se encuentra encabezado por el ministro para la integración y la igualdad de género, Nyamko Sabuni, del Partido Popular Liberal (FP). El ejecutivo político incluye al secretario de estado Christer Hallerby, consejeros políticos y secretaría de prensa. Otros altos cargos son el director general para temas administrativos y legales y el director administrativo.